# Roman Malinowski
Roman Malinowski (Białystok, 26 de febrero de 1935 - 31 de agosto de 2021) fue un político y activista del movimiento campesino polaco.
En 1980 fue ministro de Industria Alimentaria y Compras, en 1980-1985, vicepresidente del Consejo de Ministros, en 1985-1989, presidente del Sejm (parlamento) de la novena legislatura, presidente del Partido Popular Unido (1981-1989). Miembro del Sejm de la República Popular de Polonia durante los períodos 7, 8 y 9.

## Biografía
Nació en 1935 siendo hijo de Antoni y Maria Malinowski. En 1948 se graduó de la escuela primaria, en 1952 se graduó de la escuela secundaria y en 1956 estudió en el Departamento de Agricultura de la Escuela Principal de Planificación y Estadística de Varsovia. En 1972 obtuvo un doctorado en economía de SGPiS.
En los años 1948-1956 participó activamente en la Unión Juvenil Polaca y, desde 1956, en el Partido Campesino Unificado (ZSL). De 1956 a 1957 fue instructor en la Mesa Directiva del Sindicato de Autoayuda Campesina. En los años 1957-1958 fue abogado sénior en la Oficina Central de Estadística, de 1958 a 1963 economista en la Unión Central de Cooperativas de Ahorro y Préstamo, y en el período 1963-1958 en el Departamento Económico y Agrícola del Comité Central del ZSL. En los años 1969-1973 fue miembro adjunto de la NK ZSL. De 1969 a 1971 fue vicepresidente de la Junta Central de la Unión de Cooperativas Lecheras.
En los años 1971-1973 fue presidente del presidium del Consejo Nacional Provincial en Łódź. De 1971 a 1973 fue vicepresidente del Comité Provincial de Lodz del ZSL. Ocupó el cargo de Łódź Voivode. El 22 de octubre de 1975, fue miembro del presidium de la NK ZSL como su secretario (fue secretario hasta abril de 1980). Fue miembro del Sejm de la República Popular de Polonia en los períodos 7, 8 y 9 (1976-1989). Durante el noveno mandato (1985-1989) fue Mariscal del Sejm. De abril de 1980 a noviembre de 1985 fue vice primer ministro, y de abril a octubre de 1980 fue ministro de Industria Alimentaria y Compras. En los años 1981-1989 fue presidente del Comité Central del ZSL.
De mayo de 1983 a mayo de 1987, fue miembro del Consejo Nacional del Movimiento Patriótico por el Renacimiento Nacional. Presidente del Consejo Nacional de la Sociedad de Amistad Polaco-Soviética de 1987 a 1991. Iniciador de la Conferencia de Presidentes de Parlamentos de Europa, Estados Unidos y Canadá, signatarios de la Organización para la Seguridad y la Cooperación en Europa en Varsovia en 1988. En 1982 se convirtió en presidente del Comité Social para la Construcción del Monumento a Wincenty Witos en Varsovia, que fue inaugurado en 1985. El 2 de septiembre de 1982, por decisión del Politburó del Comité Central del Partido Obrero Unificado Polaco, se convirtió en miembro del Comité Honorario del funeral de Władysław Gomułka.
Fue partidario de las conversaciones con la oposición. También fue cofundador de la coalición del ZSL, Solidaridad y el Partido Demócrata en el Sejm del trato en 1989. En 1989, como resultado de la transformación del ZSL, se unió al Partido Popular Polaco "Renacimiento", y luego el Partido Popular Polaco. Se convirtió en el presidente del Equipo de Asesores en el presidente del Consejo Supremo del PSL. En 2005, fue promovido por PSL como presidente honorario de la sesión del Sejm con motivo del 25 aniversario de Solidaridad. De 2009 a 2017, fue miembro del Consejo del Instituto Lech Wałęsa, también fue presidente del Club "El bien común por encima de las divisiones" en el Instituto Lech Wałęsa.
De 1981 a 1986 presidió el Consejo de Economía Alimentaria. En 1987 fue miembro del comité honorario del 72.º Congreso Mundial de Esperanto, donde habló sobre la idea de establecer el Centro Mundial de Esperanto en Białystok.</ref> En 2011, fue miembro del comité honorario para la celebración del 80 aniversario de la "Bandera Verde".
 Autor de numerosos trabajos científicos y periodísticos en el campo de la política agraria, economía agrícola, problemas socioeconómicos y políticos. Se le otorgó, entre otras cosas, Con la Orden del Estandarte del Trabajo, 1.ª clase y la Cruz de Oficial y Caballero de la Orden Polonia Restituta y la Cruz Dorada del Mérito (1964).
Fue enterrado con honores estatales el 6 de septiembre en el cementerio de Jabłonna, cerca de Legionowo. Al funeral asistieron políticos del PSL, incluido el presidente del partido Władysław Kosiniak-Kamysz, el vicepresidente del Sejm Piotr Zgorzelski, el mariscal del Voivodato de Masovian Adam Struzik, el ex primer ministro Waldemar Pawlak y el miembro del Parlamento Europeo Jarosław Kalinowski. Durante el funeral se leyó una carta de condolencia del mariscal del Sejm, Elżbieta Witek.